# うちの嫁さんどっちむいてプイ!
『うちの嫁さんどっちむいてプイ!』（うちのよめさんどっちむいてプイ!）は、1982年8月2日から同年9月20日までフジテレビ系列で放送されたテレビドラマ。全7回。放送時間（JST）は月曜20:00 - 20:54。
丁度1年前にこの枠で放送された『うちの嫁さんあっちむいてプイ!』に続く、シリーズ第2作。

## 出演者
- 大林かおる：市毛良枝
旧姓・倉田。両親を亡くしてからは、妹・はるみと弟・守の面倒を見て来た。二人の姑を相手にして、苦労続きの日々を送る。
- 大林恭平：前田吟
鎌倉の老舗饅頭店「おおばやし」の後継者だが、家業を継がず、一般企業にサラリーマンとして勤め続ける。妻と姑の間の争いに巻き込まれている。
- 大林満子：乙羽信子
恭平の母。「おおばやし」を切り盛りして来たが、経営をかおるに任せて、自分は楽隠居しようと考えている。
- 大林里江：賀原夏子
満子の亡き夫の姉。太平洋戦争で夫を亡くし、戦後は大林家に戻って今日に至る。大らかで天真爛漫な性格。満子とは犬猿の仲。
- 倉田はるみ：坂上とし恵
かおるの妹。姉弟思いだが、かおるに反発することもある。弟・守と共に大林家に同居しているが、本当は一人暮らしを希望している。
- 倉田守：井田弘樹
かおるの弟。明るい性格で、大林家をひと騒動させることもある。
- 杉山佳代子：吉行和子 - 恭平の姉
- 杉山和男：柳生博
- 杉山明：大嶋一郎
- 杉山直：佐野大輔
- 河村美代子：中井貴恵
- 河村洋介：谷隼人
- 河村太一郎：松村達雄
- 土井京子：生田悦子
- 佐野隆一：小松政夫
- 三木篤史：船越栄一郎
- あかね：上田美恵 - かおるの異母妹

ほか
（出典：）

## スタッフ
- 脚本：岡田正代
- 監督：富本壮吉、山本邦彦
- プロデューサー：柳田博美
- 制作：大映テレビ株式会社、フジテレビ

## サブタイトル
| 話数 | 放送日 （1982年） | サブタイトル               | 脚本     | 監督     |
| ---- | ----------------- | -------------------------- | -------- | -------- |
| 1    | 8月2日            | コブ付き花嫁VS姑ふたり     | 岡田正代 | 富本壮吉 |
| 2    | 8月9日            | 甘ったれはダレだ?          | 岡田正代 | 富本壮吉 |
| 3    | 8月16日           | つっぱり饅頭、嫁姑         | 岡田正代 | 山本邦彦 |
| 4    | 8月30日           | わたしの人生、ナンなのさ!? | 岡田正代 | 富本壮吉 |
| 5    | 9月6日            | オレの身にもなってくれ!    | 岡田正代 | 山本邦彦 |
| 6    | 9月13日           | ツラーイ恋だよ、SOS!       | 岡田正代 | 富本壮吉 |
| 7    | 9月20日           | 母の敵はオンナだぞ!        | 岡田正代 | 山本邦彦 |